# Fordi børn skal leve
Fordi børn skal leve er en dansk dokumentarfilm instrueret af Jens Ravn.

## Handling
Denne artikel mangler et handlingsreferat. Hjælp os med at skrive det.